# Капчинский, Михаил Яковлевич
Михаи́л Я́ковлевич Капчи́нский (Розенбе́рг) (21 марта 1889, Белая Церковь — 28 марта 1981, Москва) — советский кинорежиссёр, сценарист, организатор кинопроизводства.

## Биография
Родился 21 марта 1889 года в Белой Церкви Киевской губернии. В годы Первой мировой войны семья переехала в Одессу, где отец стал хозяином велосипедной прокатной мастерской. Участник Первой мировой войны, воевал солдатом в артиллерийском дивизионе, в 1917 году был избран председателем солдатского комитета.
В 1920 году окончил Курсы советских работников в Одессе. Член РКП(б) с 1918 года.
После службы в РККА вернулся в Одессу. В 1920 году — редактор городской газеты «Известия» в Первомайске.
В 1921 году — руководитель подотдела кино художественного отдела Одесского губполитпросвета. Был редактором еженедельного журнала «Театр» — органа худсектора Одесского губполитпросвета (1922).
В 1922—1925 годах — создатель и первый директор Одесской кинофабрики Всеукраинского фотокиноуправления (ВУФКУ). Одновременно работал в Одесском областном отделе ВУФКУ (уполномоченный, технический директор, заведующий производством). В 1922 году снял свой первый фильм «От мрака к свету». Выходил с предложениями к руководству «Госкино» о целесообразности централизации кинодела, необходимости объедения всех киноорганизаций страны.
В 1925—1926 годах — директор 1-й фабрики «Госкино». Отвечал за производство кинофильма «Броненосец Потёмкин» (директором которого был его заместитель Я. М. Блиох). По инициативе М. Я. Капчинского начавшиеся съёмки кинокартины о событиях 1905 года были перенесены из Ленинграда в Одессу. В дальнейшем сценарий фильма был существенно переработан и «из полстранички необъятного сценария «Пятый год»» был создан новый фильм «Броненосец Потёмкин», признанный одним из самых значительных достижений мирового кинематографа. Являясь директором кинофабрики, оказывал поддержку начинающим режиссёрам (А. М. Роому и др.). Член редколлегии ежемесячного журнала «АРК Киножурнал» — органа Ассоциации революционной кинематографии (1925—1926).
С. М. Эйзенштейн в беседе с Н. И. Подвойским накануне I Всесоюзного партийного совещания по вопросам кино (9 марта 1928) охарактеризовал М. Я. Капчинского как успешного организатора кинопроизводства:

Нужен хоть один человек настоящего склада. Например, Капчинский — человек, который следил за каждым, окружал доверием, оказывал помощь, внимательно относился к молодняку и шёл навстречу людям, отступавшим от трафарета (...). Здесь такая сфера работы, где нужны люди с большой интуицией.
Член Ассоциации революционной кинематографии (1926).
Весной 1926 года был арестован по делу шестнадцати руководящих работников «Госкино» и «Пролеткино», обвинённых в бесхозяйственности и злоупотреблении служебным положением. Весной 1927 года Московским губернским судом М. Я. Капчинскому было определено наказание в виде лишения свободы сроком восемь месяцев. 25 июля 1927 года Кассационная коллегия по уголовным делам, принимая во внимание, что проступки были совершены осуждёнными «благодаря объективной обстановке», приняла решение войти в Президиум ВЦИК с ходатайством о полном неприменении к ним определённого приговором наказания. Вскоре он был освобождён.
В 1927—1935 годах — сценарист на студии «Украинфильм», в 1928—1929 годах — заведующий лабораторией ВУФК.
В 1935 году был повторно арестован по обвинению в антисоветской пропаганде и агитации, освобождён через два месяца.
В 1939—1953 годах (по другим сведениям с 1944 года) — режиссёр студии «Мостехфильм» (с 1945 года «Моснаучфильм»), где создал ряд научно-популярных фильмов.
В 1953 году был арестован за связь с Еврейским антифашистским комитетом. Освобождён в 1954 году.
В 1961 году обращался с просьбой и советом к Г. Л. Рошалю взяться за экранизацию романа Шолом-Алейхема «Блуждающие звезды», которую по организационным причинам не смог сделать С. М. Эйзенштейн в 1925 году.
Скончался 28 марта 1981 года в Москве, похоронен на Донском кладбище.
В Музее кино Одессы хранится персоналия первого директора Одесской киностудии М. Я. Капчинского.

### Семья
- Брат — Лев Яковлевич (Георгий Викторович) Капчинский (1898—1922), сотрудник Одесской ЧК, умер в апреле 1922 года от сыпного тифа[1].
- Сын — Илья Михайлович Капчинский (1919—1993), физик, доктор физико-математических наук, лауреат Ленинской (1988) и Государственной (1970) премий.
- Сын — Лев Михайлович Капчинский (1923—1999), инженер-радиотехник,  кандидат технических наук, автор книг о проектировании телевизионных антенн.

- Правнук — Олег Иванович Капчинский (род. 1972), кандидат исторических наук, писатель.

## Фильмография

### Режиссёр
- 1922 — От мрака к свету
- 1923 — Потоки
- 1927 — Кафе Фанкони / Коровины дети
- 1928 — Плотина прорвана / Леся
- 1931 — Жемчужина степи (научно-популярный)
- 1932 — Бессарабская коммуна
- 1932 — Неутомимые бойцы (документальный)
- 1933—1935 — Последняя ночь / Зона / Белая смерть (был запрещён к показу)[38]
- 1935 — Праздник жатвы / Праздник урожая
- 1946 — Советская Армения
- 1948 — Великая магистраль (документальный; совместно с А. Графом)
- 1950 — Новое в культуре томатов (научно-популярный)
- 1951 — Метод Черкасова (научно-популярный)
- 1952 — Счастливого пути
- 1957 — Сокровища речных долин (научно-популярный; совместно с Н. Никитиным)[39]

### Сценарист
- 1922 — Голод и борьба с ним
- 1923 — Потоки
- 1932 — Бессарабская коммуна
- 1950 — Новое в культуре томатов
- 1953 — Ранние овощи (научно-популярный; совместно с С. Васильковым)

## Критика
Творчество режиссёра неоднозначно оценивалось современниками. Французский писатель Альфред Фабр-Люс в восторженных тонах отзывался о картине «Кафе Фанкони»:

Техника строгая и восхитительная. (...) Сцены следуют одна за другой в беспорядке и без объяснений, как в жизни. Кажется, что в быстротечных видениях заключена сама вечность. Актёры, не загримированные, не приукрашенные, низводят всех тех, кем мы восхищались на Западе, до ранга жалких комедиантов.
И. Э. Бабель, участвуя в монтаже фильма «Кафе Фанкони», «несчастной и неумелой картины Капчинского», отмечал, что «произведение это сумбурное».
Показанный в 1936 году в Париже фильм М. Я. Капчинского «Праздник жатвы» был назван во французской прессе «беззастенчивой рекламой «советчины»».
На кинофестивале архивного кино «Белые столбы» в 2014 году был показан не вышедший в прокат фильм М. Я. Капчинского «Белая смерть».
В современных исследованиях упоминают фильмы М. Я. Капчинского, как и других известных мастеров того времени, в рамках развития историко-революционной темы в советском кинематографе 20—30-х годов.

## Комментарии
1. ↑  По сведениям правнука, настоящая фамилия М. Я. Капчинского — Розенберг.
2. ↑  В справочнике В. Миславского «Еврейская тема в кинематографе Российской империи, СССР, России, СНГ и Балтии (1909—2009) Архивная копия от 10 января 2020 на Wayback Machine», изданном ООО «Скорпион П—ЛТД» в Харькове в 2013 году, ошибочно указана  дата смерти М. Я. Капчинского — 25 июня 1981 года. По сведениям его правнука О. И. Капчинского, правильная дата смерти — 28 марта 1981 года.